# 白衣性戀愛症候群
《白衣性戀愛症候群》（日语：白衣性恋愛症候群）是由工畫堂工作室開發並發售在PlayStation Portable平台的戀愛冒險遊戲，於2011年9月29日發售。多簡稱為「白戀」（日语：しろこい）。
廣告標語為「不需要心靈的藥方嗎？」（ココロの処方箋、いりませんか?）

## 劇情
本作以遠離城市的鄉下小鎮的小醫院「神庫市百合濱私立醫院」作為舞台，玩家們會扮演初到這間醫院任職的個性豐富的新人護士女主角「澤井香織」，並與醫院裡的前輩、看護主任和許多病人等相遇接觸，藉此不斷獲得成長。

## 登場人物
澤井香織（配音：阿澄佳奈）
本作的主人公，是一位新人護士。曾經因交通意外重傷而被送進百合濱私立醫院救治並撿回一命，因此立志成為護士，但在事故過後卻受肇事者影響，患了男性恐懼症。同時亦因此有了撫摸患者傷處便能減輕其痛楚的能力「治癒之手」，本人認為只是單純的安慰劑效應。有著冒失娘的性格。
大塚初美（配音：喜多村英梨）
百合濱私立醫院的內科護士長。工作表現出色，但在清潔房間與煮食方面卻一竅不通。對香織有好感，但不敢表露出來，但因為對新手護士很為嚴格而令香織害怕她。很介意自己是資歷最深的護士。
藤澤渚（配音：日笠陽子）
香織的指導護士與大香織一期的前輩，在高中時代曾經與香織一起參與學生會的工作，之後再與她一起於百合濱私立醫院成為同事，對再次與香織見面感到高興。有著的口癖。喜歡喝酒，經常在香織家開飲酒派對，但其實酒量不是很好，因此經常喝醉。學生時代的夢想是成為外科護士，因此希望由現在的內科轉任到外科工作。
堺小百合（配音：今井麻美）
因再生不良性貧血而需要住院的女性，第一位由香織負責的病人，不知為何非常討厭香織和渚。與香織同屬同一個護士學校，但現因住院治療而休學中。其護士知識與技術都在香織之上，因此經常指摘香織的錯誤。
山之內安子（配音：原由實）
香織的前輩。關西出身，個性親切溫和，與香織為好姊妹。儘管有化妝，但仍藏不了臉上的雀斑。在工作時會穿上整潔的白大衣，在宿舍內則穿著毛線衫。暗地裡是一位喜歡著漫畫的御宅族，兼職同人誌繪師。
淺田亞美（配音：水野愛日）
外表年輕的少女，因腎病症候群而入住香織所在的百合濱私立醫院。個性友善而開朗，對任何人都是以暱稱稱呼。
若本真幸（配音：佐倉綾音）
在《複診》中登場，有著不像其初中生外表的知識與達觀的謎之少女。缺乏情緒起伏與表情（無口），但說話時語氣卻非常堅實。因心絞痛長期入院而被稱為「病房之王」。曾經邀請香織到她房間使用其「治癒之手」舒緩其頭痛，之後與香織越加親近。與初美一樣都是遊戲的核心部份。
壽拉拉
香織於蕾之崎學院就讀時的同級生，坦率的性格導致她第一次與香織見面時便熟絡起來。梳著米黃色的貝瑞短髮（指荷莉·貝瑞所梳的髮形）。出生於護士世家，其姐姐也是護士。有一個難念的名字「壽拉拉」，因此大家都叫她「綺拉拉（日语：きらら）」（唯一一個直呼其名字的人是香織）。在畢業時拉拉和香織都互相想著對方的事，因此她不再聯繫香織，雙方答應在成為夠格的護士時才再次見面。
小林
在《複診》中登場，被任命為新任百合濱私立醫院外科主任的女性。有著黑色的短髮，為渚的上司與初美高中時代時的前輩。看似膽小但性格溫厚且常面帶笑容，擁有優秀的領導能力，給人一種很吸引人的氣質。
琥珀（配音：山本彩乃）
306號房的其中一位病人，因糖尿病而住院，性格靦腆的初中生。
克拉麗絲（Clarice，配音：加隈亞衣）
在《複診》中登場，306號房的其中一位病人，因瀰漫性毒性甲狀腺腫而住院，為有著外國人血統的日本人。
宮藤神樂
同樣由工畫堂工作室發行的《百合二重奏》的主角，本作僅以名字登場。櫻立舍學園畢業生，現已成為知名的Fortell（《百合二重奏》中的魔導樂器）演奏家。

## 開發與發行
《白衣性戀愛症候群》當初使用平台設定為Windows，並由CYBERFRONT代理，於2011年3月24日發售，而後改為由工畫堂直接代理。2012年6月28日發售追加了新要素的《白衣性戀愛症候群 複診》（日语：白衣性恋愛症候群 RE:Therapy）。
此作的兩位腳本作者圓圓和佐倉櫻均為現役護士，因此此作的內容基本上是根據她們的實際經驗描寫的。
在2015年1月8日發售的《Fami通》2015年1月22日號中，工畫堂宣佈推出以PlayStation Vita為平台的續作《白衣性愛情依存症》，並於2015年4月30日發售。

## 音樂

### 主題歌
片頭曲《想いの羽根 〜Angelic White〜》
作詞：HIROMI / 作曲：濱田智之 / 編曲：南利一 / 歌：今井麻美
片尾曲
作詞：*MEGUMI* / 作曲：YUKI NAKANO / 歌：水野愛日

### 主題歌（複診）
片頭曲《you never know》
作詞：小笠原千明 / 作曲：鈴木柾 / 編曲：yuki nakano / 歌：喜多村英梨
片尾曲《COCOON》
作詞：Ai*MeiGui / 作曲：古宇田亘 / 編曲：藏屋智久 / 歌：水野愛日

## 廣播劇
白衣性戀愛症候群的廣播劇《白戀♥廣播護士站》（白恋♥ラジオナースステーション）在2011年7月13日至27日期間預先於HiBiKi Radio Station廣播。
出演
- 日間值班
  - 阿澄佳奈（澤井香織）
  - 原由實（山之內安子）
- 夜間值班
  - 喜多村英梨（大塚初美）
  - 水野愛日（淺田亞美）

配信期間
- 2011年8月3日－10月5日（每週三更新，全10回）

## 外部連結
- 官方網站 （页面存档备份，存于）（日語）
- 工畫堂官方網站 （页面存档备份，存于）（日語）
- 《白衣性戀愛症候群》在視覺小說數據庫的頁面 （英文）